# Reinhart Dozy
Reinhart Pieter Anne Dozy (Fevereiro de 1820 - maio de 1883) foi um estudioso holandês de origem francesa, (Huguenote), nascido em Leiden. Sua família imigrou para a Holanda em 1647, assim como outras famílias contemporâneas francesas, que imigraram para os Países Baixos após a revogação do Édito de Nantes. Dozy estudou a língua árabe, história e literatura, tendo se tornado um especialista em assuntos sobre o domínio muçulmano na Península Ibérica.

## Carreira
Reinhart Dozy foi admitido na Universidade de Leiden em julho de 1837. Em dezembro de 1841 obteve um dos primeiros resultados de seus estudos extensivos, quando venceu o concurso realizado pelo Instituto Real de Amsterdã com o seu Dictionnaire détaillé des noms des vêtements chez les Arabes (“Dicionário Detalhado de Nomes de Roupas em Árabe”, publicado em 1845), um trabalho coroado.
Obteve o grau de doutor em 1844, quando completou sua tese de doutorado, cujo conteúdo tornou-se a parte inicial de uma importante obra denominada Scriptorum Arabum loci Abbadidis (1846-1863, 3 vols.).
Outro importante resultado de seus estudos surgiu em 1847, quando Dozy concluiu História Al-Marrakushi de almorávidas (“História de Al-Marrakush sobre os Almorávidas”, que só foi publicado em 1881).
O estudante da literatura oriental de língua e história árabe foi nomeado professor extraordinário de História em 1850, e professor titular em 1857.

## Principais obras
Sua obra mais famosa é Histoire des Mussulmans d'Espagne, Jusqu'à la Conquête de l'Andalousie par les Almoravides, 711-1110 (“História dos Muçulmanos da Espanha até a Conquista da Andaluzia pelos Almorávidas, 711-1110”, 1861;. 2ª edição em 1881), uma narrativa sobre o domínio mouro na Espanha, que derramou nova luz sobre muitos pontos obscuros.
Outros trabalhos importantes são: Dozy Recherches sur l’historie de la Littérature et de l’Éspagne Pendant de Moyen Âge (“Pesquisa de Dozy sobre História e Literatura da Espanha durante a Idade Média”, 2 vols, 1849; 2ª e 3ª edições totalmente reformuladas em 1860 e 1881), que formam um complemento ao seu Histoire des Mussulmans (História dos Muçulmanos), no qual ele expõe muitos truques e mentiras dos monges em suas crônicas, e efetivamente desmistifica boa parte das lendas de El Cid.
Como um estudioso do idioma árabe, Dozy escreveu Supplément aux Dictionnaires Arabes (“Suplemento aos Dicionários Árabes”, 1877-1881, 2 volumes) e Glossaire des mots Espagnols et Portugais, deriva de l'arabe (“Glossário de Palavras em Espanhol e Português Derivadas do Arabe”, 1861;. 2ª edição em 1869), além de uma lista similar de palavras holandesas derivadas do árabe.

## Traduções
Dozy traduziu Ahmed Mohammed al-Maqqari de Analectes sur l'histoire et la littérature des Arabes d'Espagne (“Antologias de História e Literatura dos Árabes da Espanha”, 1855-1861, 2 vols.). E, em parceria com seu principal discípulo, Michael Jan de Goeje (que também tornou-se seu amigo e sucessor) traduziu o trabalho de Dreses: Description de l'Afrique et de l'Espagne (“Descrição da África e da Espanha”, 1866).

## Outros trabalhos
Calendrier de Cordoue de l'année 961; texte arabe et ancienne traduction latine (“Calendário de Córdoba do Ano 961; texto em árabe e tradução do latim antigo”, 1874); Het Islamisme (Islamismo; 1863, 2ª edição, 1880, tradução francesa) que é uma exposição popular do Islão e de caráter mais polêmico; e De Israelieten te Mekka (“Os israelitas em Meca”, 1864) que tornou-se objeto de uma acalorada discussão em círculos judaicos.